# Cantó de Gerbéviller
El cantó de Gerbéviller és un cantó francès del departament de Meurthe i Mosel·la, situat al districte de Lunéville. Té 19 municipis i el cap és Gerbéviller.

## Municipis
- Essey-la-Côte
- Fraimbois
- Franconville
- Gerbéviller
- Giriviller
- Haudonville
- Lamath
- Magnières
- Mattexey
- Mont-sur-Meurthe
- Moriviller
- Moyen
- Rehainviller
- Remenoville
- Seranville
- Vallois
- Vathiménil
- Vennezey
- Xermaménil

## Història
| Data d'elecció                           | Identitat      | Partit                                  | Qualitat |
| ---------------------------------------- | -------------- | --------------------------------------- | -------- |
| 1945-1970                                | Robert Gravier | CR, després RI                          |          |
| 1970-1994                                | Jacques Vallin | Divers droite, després RPR, després UDF |          |
| 1994-                                    | Yves Willer    | Divers gauche                           |          |
| les dades anteriors no són pas conegudes |                |                                         |          |
|                                          |                |                                         |          |

## Demografia
| A partir de 1990: Població sense dobles comptes |